# 802-й реактивний артилерійський полк (Україна)
802-й реактивний артилерійський полк (802 РеАП, в/ч А3799, в/ч 42762) — військове формування артилерійських військ Сухопутних військ Збройних сил України, що існувало у 1992—2004 роках.
Полк базувався у м. Ковель.

## Історія
Взимку 1999(2000) року військова делегація з 1199-го реактивного артилерійського полку 28-го армійського корпусу ЗС Білорусі, який дислокувався в м. Пружани Брестської області, очолювана командиром полку Віктором Коробовим, прибула до Ковеля у 802 РеАП. Їх зустрічав військовий духовий оркестр, офіцери частини. Оглянули гості військову техніку полку.
В полку було й своє підсобне господарство, де утримували більше десятка свиней, курей, птицю, коня й козу. Таким чином, хоча б частково, намагались забезпечити свою їдальню продуктами власного виробництва. Власними силами вирощували свіжу зелень у невеличкій теплиці.
Директивою командувача військ Західного оперативного командування від 28.11.2003 року військова частина з 01.05.2004 року ліквідована.
При розформуванні полк передав один дивізіон «Ураганів» до 15-го гвардійського реактивного артилерійського полку.

## Командири
- полковник В'ячеслав Данилович Шило[4]

## Озброєння
Станом на 1991 рік на озброєнні полку перебувало 36 установок БМ-27 «Ураган», а також 1 ПРП-4, 2 - 1В18, 1 - 1В19.